# Turkije op het Eurovisiesongfestival 1975
Turkije nam deel aan het Eurovisiesongfestival 1975, dat gehouden werd in Stockholm, Zweden. Het was het debuut van het land op het Eurovisiesongfestival. TRT was verantwoordelijke voor de Turkse bijdrage voor de editie van 1975. 

## Selectieprocedure
De allereerste kandidaat voor Turkije op het Eurovisiesongfestival werd gekozen door een nationale finale die plaatsvond op 9 februari 1975 in de studio's van de nationale omroep TRT. In totaal werden er 105 liedjes ingezonden waarvan er zeventien werden weerhouden voor deelname aan de nationale finale. De winnaar werd gekozen door een gemiddelde van een professionele jury en een publieksjury. Aan het einde van de avond bleek evenwel dat er een ex aequo was tussen Semiha Yankı met Seninle bir dakika en de groep Cici Kızlar met Delisin. De jury besloot hierop om het lot te laten beslissen wie naar het Eurovisiesongfestival mocht. Yankı had het geluk aan haar kant en mocht zodoende naar Stockholm afreizen.

## Nationale finale
| Startplaats | Artiest          | Lied                  | Punten | Plaats |
| ----------- | ---------------- | --------------------- | ------ | ------ |
| 1           | Uğur Akdora      | Anılar                | N/A    | N/A    |
| 2           | Esin Afşar       | Canı sıkılan adam     | N/A    | N/A    |
| 3           | Yeşim            | Böyle mi başlar       | N/A    | N/A    |
| 4           | Atilla Atasoy    | Dilenci               | N/A    | N/A    |
| 5           | Gökhan Abur      | Bir gün karşılaşırsak | N/A    | N/A    |
| 6           | Cici Kızlar      | Delisin               | N/A    | 2      |
| 7           | Cahit Oben       | Özlenen sevgi         | N/A    | N/A    |
| 8           | İskender Doğan   | Günahsızlar           | N/A    | N/A    |
| 9           | Füsün Önal       | Minik Kuş             | N/A    | 3      |
| 10          | Zerrin Yaşar     | Çiçekler              | N/A    | N/A    |
| 11          | Nejat & Reha     | Caniko                | N/A    | N/A    |
| 12          | Serter Bağcan    | Mümkün değil          | N/A    | 3      |
| 13          | Yeliz            | Hayalimdeki adam      | N/A    | 2      |
| 14          | Ali Rıza Binboğa | Yarınlar              | N/A    | N/A    |
| 15          | Semiha Yankı     | Seninle bir dakika    | N/A    | 1      |
| 16          | Şenay            | Umut                  | N/A    | N/A    |
| 17          | Nilüfer          | Boşver                | N/A    | N/A    |

## In Stockholm
In Stockholm trad Turkije op als 13de land, net na Monaco en gevolgd door Israël. Op het einde van de stemming bleek Turkije slechts 3 punten gekregen te hebben. Hiermee eindigde het land op de negentiende en laatste plaats. Het was de vierde keer in de geschiedenis dat een land bij zijn debuut als laatste eindigde.

### Gekregen punten

#### Finale
| 12 punten | 10 punten | 8 punten | 7 punten | 6 punten |
| --------- | --------- | -------- | -------- | -------- |
|           |           |          |          |          |
| 5 punten  | 4 punten  | 3 punten | 2 punten | 1 punt   |
|           |           | - Monaco |          |          |

### Punten gegeven door Turkije

#### Finale
Punten gegeven in de finale:
| 12 punten | Portugal    |
| 10 punten | Italië      |
| 8 punten  | Zweden      |
| 7 punten  | Zwitserland |
| 6 punten  | Israël      |
| 5 punten  | Luxemburg   |
| 4 punten  | Nederland   |
| 3 punten  | Spanje      |
| 2 punten  | Malta       |
| 1 punt    | Frankrijk   |